# Blaženka Rudić
Č. S. Blaženka Rudić (Bikovo, 1966.) je bačka hrvatska književnica. Časna je sestra dominikanka. Piše pjesme.
1988. je položila doživne redovničke zavjete. Studirala je na KBF-u u Zagrebu, na kojemu je diplomirala na trima institutima. U Zagrebu je ostala 10 godina, a od 1997. je bila orguljašica i katehistice u župi sv. Jurja u Subotici sve do 2008. godine. Sada živi u samostanu dominikanki u Korčuli.[nedostaje izvor]
Svojim djelima je ušla u antologiju poezije nacionalnih manjina u Srbiji Trajnik (prireditelja Riste Vasilevskog). Pjesme su joj također u zbornicima pjesništvo literarne sekcije KUD-a "Rešetari" i hrvatskih pjesnika u iseljeništvu Raspleteni snovi iz 2000. i Cvjetovi i sjene:  iz 2001. u izboru Ivana Slišurića, antologiji Krist u hrvatskom pjesništvu: od Jurja Šižgorića do naših dana: antologija duhovne poezije prireditelja Vladimira Lončarevića.
U pojedinim pjesmama piše o hrvatstvu bunjevačkih Hrvata. Poznata je pjesma "Bunjevačke riči" (Riči ove izabrane...al' govore na sve strane: hrvatskog smo stabla grane), pročitana na Velikom prelu 1992. godine Pjesme joj odlikuje jednostavnost izraza. Pune su toplih sjećanja na zavičaj. Osjeća se utjecaj Alekse Kokića i Ante Sekulića. Govore o redovništvu, "nemirima i
sumnjama". Ima i duhovnih pjesama, "koje iznose obraćanja Kristu u obliku unutarnjeg razgovora i molitve, sa slutnjom ispunjenja u vječnosti".
Voditeljica je pjevačkih zborova (ženski omladinski zbor NÕI IFJÚSÁGI körus).
Piše za Zvonik, Ave Mariu (Povratak dominikanaca u Suboticu, Ave Maria, 2003.) i druge listove, Bačkom klasju, Subotičkoj Danici i inima. Pjesme je objavila u Riječima iz Siska. Autorica je pogovora knjige Lazara Novakovića Pisma Isusu.
Godine 2001. je napisala samostalnu zbirku pjesama Dragocjena blizina, koju je objavila u Subotici.
Napisala je slikovnicu Pastirica i ruže - Miris svetosti blažene Ozane Kotorske koju je ilustrirala Alma Orlić Godine 2005. je bila u konkurenciji za osvajanje književno-likovne nagrade Ovca u kutiji za najbolju slikovnicu objavljenu u Republici Hrvatskoj.
Njena pjesma Salaš na brigu je bila izvedena na 2. Festivalu bunjevački pisama. Izveo ju je Mario Tikvicki, koji je uglazbio i aranžirao tu pjesmu. Pjesma je dobila nagradu za najbolji tekst. Na istom festivalu je njena pjesma Tamburica dobila 2. nagradu stručnog žirija.

## Vanjske poveznice
- Vijenac br.400/2009.  Arhivirana inačica izvorne stranice od 17. srpnja 2009. (Wayback Machine) Budi svoj - Izbor iz suvremenoga hrvatskog pjesništva u Vojvodini (1990–2009)
- Zvonik br. 7/1998.  Arhivirana inačica izvorne stranice od 14. veljače 2021. (Wayback Machine) Meditacija - Piše: s. Blaženka Rudić, kolovoz 1998.